# 1952年イタリアグランプリ
1952年イタリアグランプリ (XXIII GRAN PREMIO D'ITALIA) は、1952年9月7日にモンツァ・サーキットで開催されたフォーミュラ2のレース。このレースは1952年のF1世界選手権の最終戦でもあったが、通常適用されるフォーミュラ1のレギュレーションではなく、1952年と1953年はフォーミュラ2のレギュレーションが適用された。

## レース概要
フェラーリによって支配された1952年シーズンは、1ヶ月前のドイツグランプリで既にチャンピオンが決定していた。タイトル争いが確定した後のレースではあるが、フェラーリはホームグランプリと言うことで5名のドライバーを投入、前戦オランダのトリオ - チャンピオンのアルベルト・アスカリ、ニーノ・ファリーナ、ルイジ・ヴィッロレージ - に加え、シーズンの様々なポイントでフェラーリをドライブしてきたピエロ・タルッフィとアンドレ・シモンが参戦した。また、多くのプライベーターもフェラーリをドライブし、その中にはエキュリー・エスパドンのフィッシャーとスタック、エキュリー・フランコルシャンのシャルル・ド・トルナコ、ルイ・ロジェ、ピーター・ホワイトヘッドが含まれた。マセラティワークスは今シーズン初、唯一の参戦となり、フェリーチェ・ボネット、フランコ・ロル、フロイラン・ゴンザレスの3名を投入した。この他マセラティ・A6GCMを走らせたのはエスクーデリア・バンディランテスのビアンコ、カントーニ、ランディの3名、一方エンリコ・プラーテは旧型の4CLT/48に自身で改良したエンジンを搭載し、トゥーロ・デ・グラッフェンリートとアルベルト・クレスポ（デビュー戦であった）を走らせた。ゴルディーニは前戦と同じくベーラ、マンヅォン、トランティニアンの3名を起用し、一方プライベーターのジョニー・クレエはシムカ・ゴルディーニを走らせた。HWMはピーター・コリンズとランス・マックリンを起用し、オーストラリア人ドライバーのトニー・ゲイズはプライベーターのHWMを走らせた。コンノートはイギリスグランプリ以来の復帰となり、スターリング・モス（前戦ではERAをドライブしている）、デニス・プーア、ケネス・マッカルパインの3名を起用した。
このレースでは、24台のみ決勝参加が認められ、従ってエントリーした35名の内11名が予選落ちすることとなった。その中にはHWMの全員、フェラーリのプライベーター3名、エンリコ・プラーテの2名が含まれた。アスカリは3戦連続（シーズン5回目）のポールポジションを獲得、チームメイトのヴィッロレージとファリーナ、ゴルディーニのトランティニアンと共にフロントローを形成した。2列目はマセラティのゴンザレス、ワークスフェラーリの残り、タルッフィとシモン、ゴルディーニのロベール・マンヅォンが並び、3列目はコンノート勢トップのスターリング・モス、オスカをドライブするエリー・バイヨル、ワークスゴルディーニ勢最後のベーラ、クーパー-ブリストルのマイク・ホーソーンが並んだ。残るワークスマセラティのボネットとロルは4列目、13位および16位からスタートすることとなった。
レースがスタートすると、フロイラン・ゴンザレスがレースをリード、アスカリは2位となった。ゴンザレスは36ラップに渡ってレースをリードしたが、ピットインするとフェラーリのアスカリとヴィッロレージがパス、1-2位を形成した。アスカリはレースの残りをリード、6連続で勝利を挙げた。ゴンザレスはヴィッロレージを捉え、今シーズン唯一のレースで2位に入った。ヴィッロレージは前戦に引き続いて3位に入る。ファリーナが僅差で4位に入り、フェリーチェ・ボネットは1周遅れで5位、ポイントを獲得した。残るワークスフェラーリのシモンとタルッフィは6位、7位に入った。
タルッフィはポイント圏外だったため、ランキングでニーノ・ファリーナを抜くことはできなかった。フェラーリはチャンピオンがアスカリ、チームメイトのファリーナとタルッフィがこれに続き、トップ3を独占した。

## 結果

### 予選
| 順位    | No | ドライバー                       | コンストラクター                 | タイム  | 差    |
| ------- | -- | -------------------------------- | -------------------------------- | ------- | ----- |
| 1       | 12 | アルベルト・アスカリ             | フェラーリ                       | 2:05.7  | -     |
| 2       | 16 | ルイジ・ヴィッロレージ           | フェラーリ                       | 2:06.6  | +0.9  |
| 3       | 10 | ニーノ・ファリーナ               | フェラーリ                       | 2:07.0  | +1.3  |
| 4       | 4  | モーリス・トランティニアン       | ゴルディーニ                     | 2:07.2  | +1.5  |
| 5       | 26 | フロイラン・ゴンザレス           | マセラティ                       | 2:07.6  | +1.9  |
| 6       | 14 | ピエロ・タルッフィ               | フェラーリ                       | 2:07.8  | +2.1  |
| 7       | 2  | ロベール・マンヅォン             | ゴルディーニ                     | 2:08.2  | +2.5  |
| 8       | 8  | アンドレ・シモン                 | フェラーリ                       | 2:09.1  | +3.4  |
| 9       | 32 | スターリング・モス               | コンノート-リー・フランシス      | 2:09.8  | +4.1  |
| 10      | 34 | エリー・バイヨル                 | オスカ                           | 2:10.6  | +4.9  |
| 11      | 6  | ジャン・ベーラ                   | ゴルディーニ                     | 2:10.8  | +5.1  |
| 12      | 42 | マイク・ホーソーン               | クーパー-ブリストル              | 2:11.2  | +5.5  |
| 13      | 22 | フェリーチェ・ボネット           | マセラティ                       | 2:11.6  | +5.9  |
| 14      | 18 | ルディ・フィッシャー             | フェラーリ                       | 2:11.8  | +6.1  |
| 15      | 40 | ケン・ウォートン                 | クーパー-ブリストル              | 2:12.2  | +6.5  |
| 16      | 24 | フランコ・ロル                   | マセラティ                       | 2:12.7  | +7.0  |
| 17      | 62 | ルイ・ロジェ                     | フェラーリ                       | 2:12.7  | +7.0  |
| 18      | 48 | チコ・ランディ                   | マセラティ                       | 2:13.0  | +7.3  |
| 19      | 30 | デニス・プーア                   | コンノート-リー・フランシス      | 2:14.0  | +8.3  |
| 20      | 36 | エリック・ブランドン             | クーパー-ブリストル              | 2:14.0  | +8.3  |
| 21      | 38 | アラン・ブラウン                 | クーパー-ブリストル              | 2:15.0  | +9.3  |
| 22      | 28 | ケネス・マッカルパイン           | コンノート-リー・フランシス      | 2:15.1  | +9.4  |
| 23      | 50 | アイテル・カントーニ             | マセラティ                       | 2:15.9  | +10.2 |
| 24      | 46 | ジノ・ビアンコ                   | マセラティ                       | 2:17.1  | +11.4 |
| 25      | 70 | シャルル・ド・トルナコ           | フェラーリ                       | No time | -     |
| 26      | 58 | アルベルト・クレスポ             | マセラティ                       | No time | -     |
| 27      | 60 | トゥーロ・デ・グラッフェンリート | マセラティ                       | No time | -     |
| 28      | 54 | ピーター・コリンズ               | HWM-アルタ                       | No time | -     |
| 29      | 68 | ピーター・ホワイトヘッド         | フェラーリ                       | No time | -     |
| 30      | 56 | トニー・ゲイズ                   | HWM-アルタ                       | No time | -     |
| 31      | 64 | ビル・アストン                   | アストン・バターワース           | No time | -     |
| 32      | 52 | ランス・マックリン               | HWM-アルタ                       | No time | -     |
| 33      | 20 | ハンス・スタック                 | フェラーリ                       | No time | -     |
| 34      | 44 | ピエロ・ドゥジオ                 | チシタリア-BPM                   | No time | -     |
| 35      | 66 | ジョニー・クレエ                 | シムカ-ゴルディーニ-ゴルディーニ | No time | -     |
| Source: |    |                                  |                                  |         |       |

### 決勝
| 順位     | No | ドライバー                       | チーム                           | 周回 | タイム/リタイア原因 | グリッド | ポイント |
| -------- | -- | -------------------------------- | -------------------------------- | ---- | ------------------- | -------- | -------- |
| 1        | 12 | アルベルト・アスカリ             | フェラーリ                       | 80   | 2:50:45.6           | 1        | 8.5      |
| 2        | 26 | フロイラン・ゴンザレス           | マセラティ                       | 80   | +1:01.8             | 5        | 6.5      |
| 3        | 16 | ルイジ・ヴィッロレージ           | フェラーリ                       | 80   | +2:04.2             | 2        | 4        |
| 4        | 10 | ニーノ・ファリーナ               | フェラーリ                       | 80   | +2:11.4             | 3        | 3        |
| 5        | 22 | フェリーチェ・ボネット           | マセラティ                       | 79   | +1 lap              | 13       | 2        |
| 6        | 8  | アンドレ・シモン                 | フェラーリ                       | 79   | +1 lap              | 8        |          |
| 7        | 14 | ピエロ・タルッフィ               | フェラーリ                       | 77   | +3 laps             | 6        |          |
| 8        | 48 | チコ・ランディ                   | マセラティ                       | 76   | +4 laps             | 18       |          |
| 9        | 40 | ケン・ウォートン                 | クーパー-ブリストル              | 76   | +4 laps             | 15       |          |
| 10       | 62 | ルイ・ロジェ                     | フェラーリ                       | 75   | +5 laps             | 17       |          |
| 11       | 50 | アイテル・カントーニ             | マセラティ                       | 75   | +5 laps             | 23       |          |
| 12       | 30 | デニス・プーア                   | コンノート-リー・フランシス      | 74   | +6 laps             | 19       |          |
| 13       | 36 | エリック・ブランドン             | クーパー-ブリストル              | 73   | +7 laps             | 20       |          |
| 14       | 2  | ロベール・マンヅォン             | ゴルディーニ                     | 71   | +9 laps             | 7        |          |
| 15       | 38 | アラン・ブラウン                 | クーパー-ブリストル              | 68   | +12 laps            | 12       |          |
| リタイア | 32 | スターリング・モス               | コンノート-リー・フランシス      | 60   | サスペンション      | 9        |          |
| リタイア | 46 | ジノ・ビアンコ                   | マセラティ                       | 46   | エンジン            | 25       |          |
| リタイア | 6  | ジャン・ベーラ                   | ゴルディーニ                     | 42   | エンジン            | 11       |          |
| リタイア | 42 | マイク・ホーソーン               | クーパー-ブリストル              | 38   | Not classified      | 12       |          |
| リタイア | 24 | フランコ・ロル                   | マセラティ                       | 24   | エンジン            | 16       |          |
| リタイア | 4  | モーリス・トランティニアン       | ゴルディーニ                     | 5    | エンジン            | 4        |          |
| リタイア | 28 | ケネス・マッカルパイン           | コンノート-リー・フランシス      | 4    | サスペンション      | 22       |          |
| リタイア | 18 | ルディ・フィッシャー             | フェラーリ                       | 3    | エンジン            | 16       |          |
| リタイア | 34 | エリー・バイヨル                 | オスカ                           | 0    | ギアボックス        | 10       |          |
| DNQ      | 70 | シャルル・ド・トルナコ           | フェラーリ                       |      | 予選落ち            | -        |          |
| DNQ      | 58 | アルベルト・クレスポ             | マセラティ                       |      | 予選落ち            | -        |          |
| DNQ      | 60 | トゥーロ・デ・グラッフェンリート | マセラティ                       |      | 予選落ち            | -        |          |
| DNQ      | 54 | ピーター・コリンズ               | HWM-アルタ                       |      | 予選落ち            | -        |          |
| DNQ      | 68 | ピーター・ホワイトヘッド         | フェラーリ                       |      | 予選落ち            | -        |          |
| DNQ      | 56 | トニー・ゲイズ                   | HWM-アルタ                       |      | 予選落ち            | -        |          |
| DNQ      | 64 | ビル・アストン                   | アストン・バターワース           |      | 予選落ち            | -        |          |
| DNQ      | 52 | ランス・マックリン               | HWM-アルタ                       |      | 予選落ち            | -        |          |
| DNQ      | 20 | ハンス・スタック                 | フェラーリ                       |      | 予選落ち            | -        |          |
| DNQ      | 44 | ピエロ・ドゥジオ                 | チシタリア-BPM                   |      | 予選落ち            | -        |          |
| DNQ      | 66 | ジョニー・クレエ                 | シムカ-ゴルディーニ-ゴルディーニ |      | 予選落ち            | -        |          |

## 注
- ポールポジション：アルベルト・アスカリ - 2:05.7
- ファステストラップ：アルベルト・アスカリ & フロイラン・ゴンザレス - 2:06.1[3]
- アスカリとゴンザレスは同タイムでファステストラップを出したため、1ポイントを半分ずつ分け合った。

## 第8戦終了時点でのランキング
|  | 順位 | ドライバー           | ポイント  |
|  | ---- | -------------------- | --------- |
|  | 1    | アルベルト・アスカリ | 36 (53.5) |
|  | 2    | ニーノ・ファリーナ   | 24 (27)   |
|  | 3    | ピエロ・タルッフィ   | 22        |
|  | 4    | ルディ・フィッシャー | 10        |
|  | 5    | マイク・ホーソーン   | 10        |

- 注：トップ5のみ表示。ベスト4戦のみがカウントされる。ポイントは有効ポイント、括弧内は総獲得ポイント。

## 参照
1. ↑  “Italian GP, 1952 Race Report”.   Grandprix.com. 2013年7月16日閲覧。
2. ↑  “1952 Italian Grand Prix - Qualifying and Race Results”. F1Pulse.com.   F1 Pulse. 2012年7月10日閲覧。
3. 1 2    - “The Official Formula 1 website”. 2009年12月1日閲覧。

| 前戦 1952年オランダグランプリ     | FIA F1世界選手権 1952年シーズン |                                   |
| 前回開催 1951年イタリアグランプリ | イタリアグランプリ              | 次回開催 1953年イタリアグランプリ |